# Bière-pong
Le bière-pong (en anglais : beer pong, aussi appelé Beirut)[réf. nécessaire] est un jeu à boire américain dans lequel les joueurs doivent lancer une balle de ping-pong à la main sur une table dans le but de la faire atterrir dans l'un des six ou dix verres à bière à l'autre extrémité. La partie de bière-pong est généralement composée de deux équipes, chaque équipe tente alors de lancer la balle de ping-pong et de la mettre dans un verre qui se situe à l'autre extrémité de la table. Si la balle atterrit dans un verre, la bière contenue dans ce dernier est consommée par un membre de l'équipe du côté du verre ; celui-ci est retiré par la suite de la table.
L'équipe gagnante est celle qui réussit à éliminer tous les gobelets de l'équipe adverse.

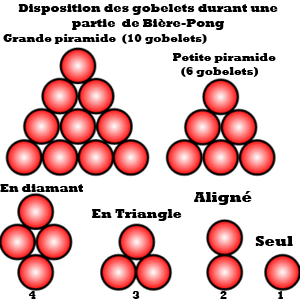
Disposition des gobelets.

## Règles
Le jeu est composé de deux équipes de deux joueurs, une de chaque côté de la table, et d'un certain nombre de gobelets mis en place de chaque côté, formant un triangle. Il n'existe pas de règles officielles, et de ce fait il y a de nombreuses façons de jouer, mais habituellement, il y a six ou dix gobelets en plastique disposés en triangle de chaque côté. Le nombre de joueurs par équipe peut ainsi varier de un à trois ou plus.
Quand une balle tombe dans un gobelet, l'équipe en défense doit consommer la bière contenue dans celui-ci. Les gobelets ne sont pas complètement remplis (de 2/3 à 3/4). Il est aussi fréquent d'avoir un verre d'eau dans le but de nettoyer la balle entre les lancers. Le jeu est gagné par l'élimination de tous les gobelets de l'équipe adverse avant que ceux de sa propre équipe ne soient éliminés. L'équipe perdante doit ensuite consommer la bière qui reste dans les gobelets de l'équipe gagnante.
Règle de l'Island : lorsqu'un gobelet de l'équipe adverse ne touche pas d'autres gobelets, l'équipe ayant la balle peut déclarer à haute voix le mot "Island". En l'espèce, les joueurs lançant la balle devront viser le verre isolé, si celui-ci reçoit une balle, il comptera comme triple. Néanmoins, cela annulera une quelconque balle atteignant un autre verre.
Règle de l'N7 : lorsqu'une équipe est en attaque, si le premier joueur rate sa cible et lance la balle à côté ou derrière la table, les défenseurs peuvent déclarer à haute voix le mot "N7". Dans ce cas les autres attaquants n'ont pas le droit de jouer et la balle revient à l'équipe qui défendait.
Souvent, lorsqu'un tir rebond est effectué et que la balle termine dans un verre, le tir compte double.

### Gagner la partie
Si l'équipe adverse touche le dernier gobelet, l'autre équipe perd, sauf si elle demande une rédemption ou sauvetage, ce qui consiste à rentrer la balle dans le ou les gobelet(s) restant(s) sans faire une seule erreur.
Dans certaines versions, si l'équipe adverse touche le gobelet avec les deux balles, il n'y a pas de sauvetage ou rédemption possible.
Dans certaines régions francophones, lors des tirs de rédemptions, il suffit de réussir à rentrer la balle dans l'un des verres adverses pour annuler le tir adverse et reprendre la partie.

## Restrictions légales

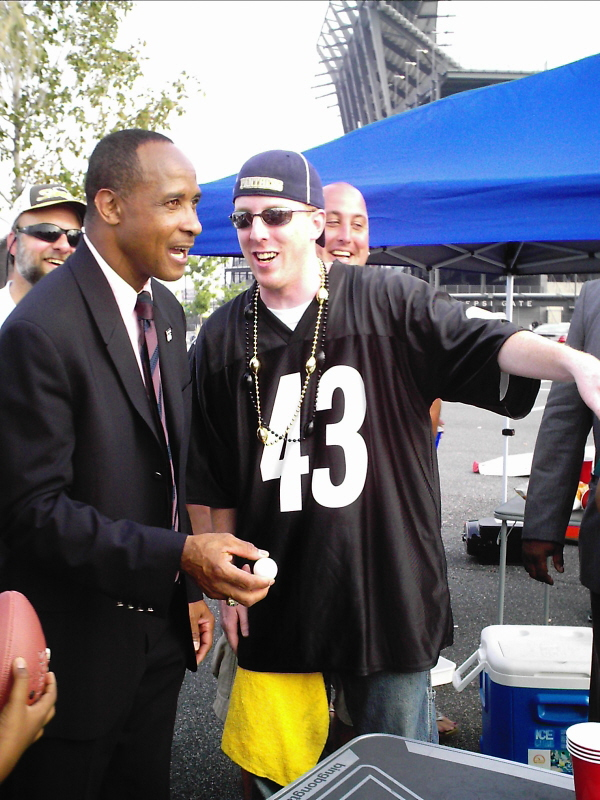
Lynn Swann en campagne à Philadelphie, jouant au Beer-pong.

Aux États-Unis, quelques municipalités et États ont essayé de faire interdire la pratique du bière-pong dans les bars ou en général[réf. nécessaire].
À Oxford dans l'Ohio, à l'université de Miami, le conseil municipal a essayé de faire interdire le bière-pong en extérieur. Dans les villes d'Arlington (Virginie) et de Champaign-Urbana (Illinois), on a demandé aux propriétaires de bar d'interdire les parties de bière-pong dans leurs établissements.
Durant l'automne 2007, l'université de Georgetown et l'UHA de Mulhouse a officiellement banni tout équipement permettant de jouer au bière-pong, toutes les tables modifiées ou la simple possession de balles de ping-pong.
Le Time Magazine titrait le 31 juillet 2008 : « La guerre contre le bière-pong ».
Le 20 minutes Suisse titrait le 27 juillet 2010 : « Un jeu de beuverie controversé »,.
Le site d'information Cyberpresse titrait le 14 mai 2011 « Alcool au volant : le bière-pong est mis en cause ».

## Dissémination du SARS-CoV-2
Début mars 2020, la station de ski autrichienne Ischgl est l’un des principaux centres de dissémination du Coronavirus 2 du syndrome respiratoire aigu sévère en raison de l'échange de salive dû à la pratique du beer pong dans un bar chic, de surcroît en crachant les balles avec la bouche, les verres de bière étant ensuite bus par les participants. Entre 600 et 2200 touristes européens, en provenance d'Allemagne, de Suisse, de Grande-Bretagne, des Pays-Bas et des pays scandinaves, y ont été contaminés.

## Techniques de tir

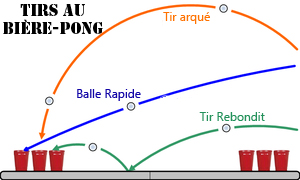
Tirs au Bière-Pong.

Il y a trois façons de tirer une balle au bière-pong :
- La balle rapide, qui est la plus compliquée car viser en faisant décrire à la balle une trajectoire droite est compliqué et demande de la précision.
- Le tir arqué, quant à lui demande plus d'entrainement, il consiste à décrire une courbe au dessus de la table afin d'atteindre le verre comme si on lâchait la balle dedans. Cette technique n'est pas la plus impressionnante mais elle inspire généralement le respect auprès des autres joueurs en cas de succès, il s'agit d'une méthode à réserver aux plus expérimentés[8].
- Le tir rebondi, simple mais dont l'utilisation dépend de la variante du jeu de bière-pong pratiquée : dans certaines variantes l'adversaire a le droit d'attraper la balle en l'air après son rebond sur la table et avant que la balle ne touche les gobelets, dans d'autres variantes c'est la technique du tir direct qui peut être contrée tandis que celui avec rebond ne peut l'être.

## Dans la culture populaire
Le journal de Wall Street, le Time et d'autres médias ont pu observer[réf. nécessaire] une augmentation importante des ventes de matériels en relation avec le bière-pong, comme les tables de pingpong, les gobelets, ou autres objets étant reliés au bière-pong.
Un documentaire s'appelant Last Cup: The Road to the World Series of Beer Pong (2008) suit une équipe de joueurs de bière-pong qui se prépare pour le WSOBP II, une compétition ultime avec 20 000 $ à la clef !
Ce documentaire a été diffusé en premier au festival du cinéma du CinéVegas en juin 2008.
Cela entraina une plus grande médiatisation du WSOBP V avec des écrivains de "Maxim Magazine" et du "ESPN the Magazine attending" ; de plus on en parla dans le débat télévisé de Jay Leno, le 8 janvier et dans le "G4's Attack of the Show" le 11 janvier 2010.
L'agence Associated Press (AP) a même cité le jeu comme étant cause de décès dans des universités américaines.[réf. nécessaire]
Le Time magazine a récemment écrit un article sur la popularité croissante du bière-pong et a déposé une vidéo sur leur site dans laquelle des joueurs déclarent que le bière-pong était plus un sport comme le billard, qu'un simple jeu.
Le Magazine ESPN a récemment consacré une colonne entière sur le WSOBP IV (la compétition mondial du bière pong IV).
Dans le film Road Trip: Beer Pong (ou La Virée : bière-pong au Québec), l'université de Agne Scott, où la plupart du film a été tourné, ne voulait pas être citée dans le générique de fin, à la suite de plusieurs plaintes d'étudiants.
Le 29 août 2009, "Chronicle Books" a sorti un livre intitulé Le livre du bière-pong, un livre de 200 pages illustré.
En juillet 2008, JV Games Inc. a sorti un jeu pour la Wii appelé  "Party Games : Beer Pong". Après énormément de plaintes de parents[réf. nécessaire], il modifiait le nom par "Frat Party Games : Pong Toss", toutes références à l'alcool ont été supprimées.
En 2009, une comédie s'intitulant "Road Trip: Beer Pong" (la Virée: Bière-pong au Québec) est sortie aux États-Unis, directement en DVD. Le bière-pong joue un rôle prépondérant dans le scénario du film. C’est une suite du film Road Trip (la Virée au Québec).
En 2011, une référence au jeu y est faite dans le film A Very Harold and Kumar 3D Christmas où Harold et Kumar doivent gagner une partie de Bière-pong afin de gagner un arbre de Noël.

## Tournois de bière-pong
Des tournois de bière-pong ont lieu aux États-Unis au niveau local, régional et même national.
The World Series of Beer Pong (WSOBP) est le plus grand tournoi de bière-pong au monde. WSOBP IV s'est déroulé au Flamingo Las Vegas, hôtel-casino de Las Vegas (Nevada). Il a offert un chèque de 50 000 $ au gagnant et a attiré plus de 800 participants à travers les États-Unis et le Canada.
Des tournois de bière-pong ont lieu aussi en France au niveau local, régional et même national.
Beer Pong Madrid (BPM) est le plus grand tournoi de Beer Pong en Espagne, et l'un des plus populaires en Europe[réf. nécessaire]. La Beer Pong League espagnole a lieu du lundi au dimanche dans différents endroits de la capitale.
En Suisse se déroule également le
Tournoi de Beer-pong de la jeunesse rurale neuchâteloise tous les ans dans le canton de Neuchâtel, un évenement très prisé par les jeunes. 
En Belgique, Le Championnat de Belgique de Bière-pong (en flamand: BK Beerpong), se tient chaque année en septembre dans le cadre du festival Beats n' Bots à Lichtervelde. Depuis sa création en 2017, cet événement a acquis une reconnaissance nationale en tant que championnat officiel de beerpong en Belgique. Contrairement aux compétitions informelles, le BK Beerpong est caractérisé par son ampleur et son organisation régulière, devenant un rendez-vous incontournable pour les amateurs et les joueurs professionnels.
Le tournoi suit les règles officielles du beerpong et attire des équipes de tout le pays. Les vainqueurs des dernières éditions sont :
- 2024 : On met la Patate! (Nelis Himpe et Yakari Pyckavet)
- 2023 : Jh De Komeet (Maxime Debruyne et Axl Loyson)
- 2019 : In de kakker van Roos Van Acker (Def Fossez et Bryan Pyncket)
- 2018 : KURT (Arne Cazaerck et Steven Comeye)

Les champions de 2018 ont également représenté la Belgique au Championnat d'Europe à Innsbruck, en Autriche. Le BK Beerpong continue de croître en popularité et attire un public varié, consolidant sa place dans la culture sportive et festive belge.

## Galerie d'images

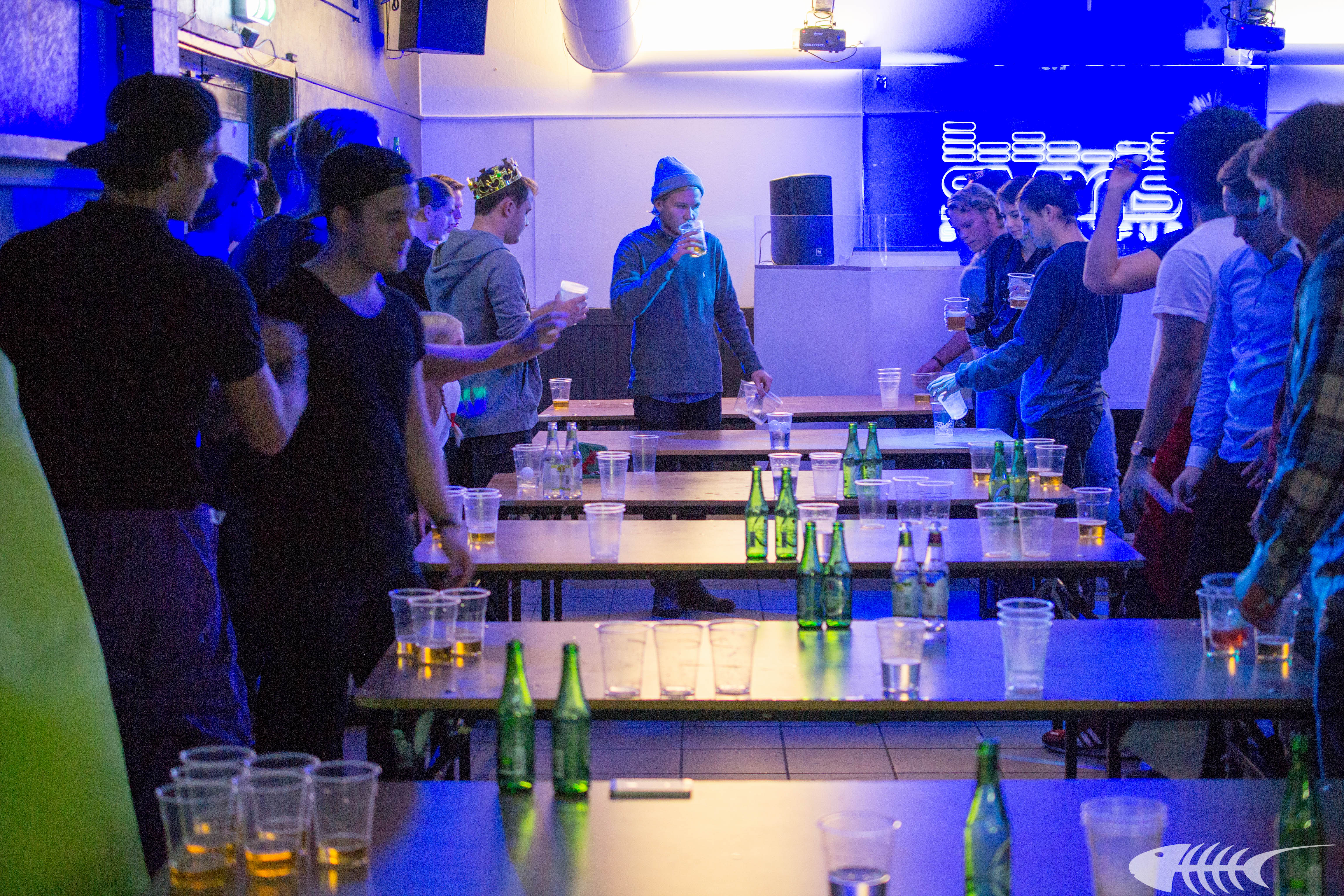
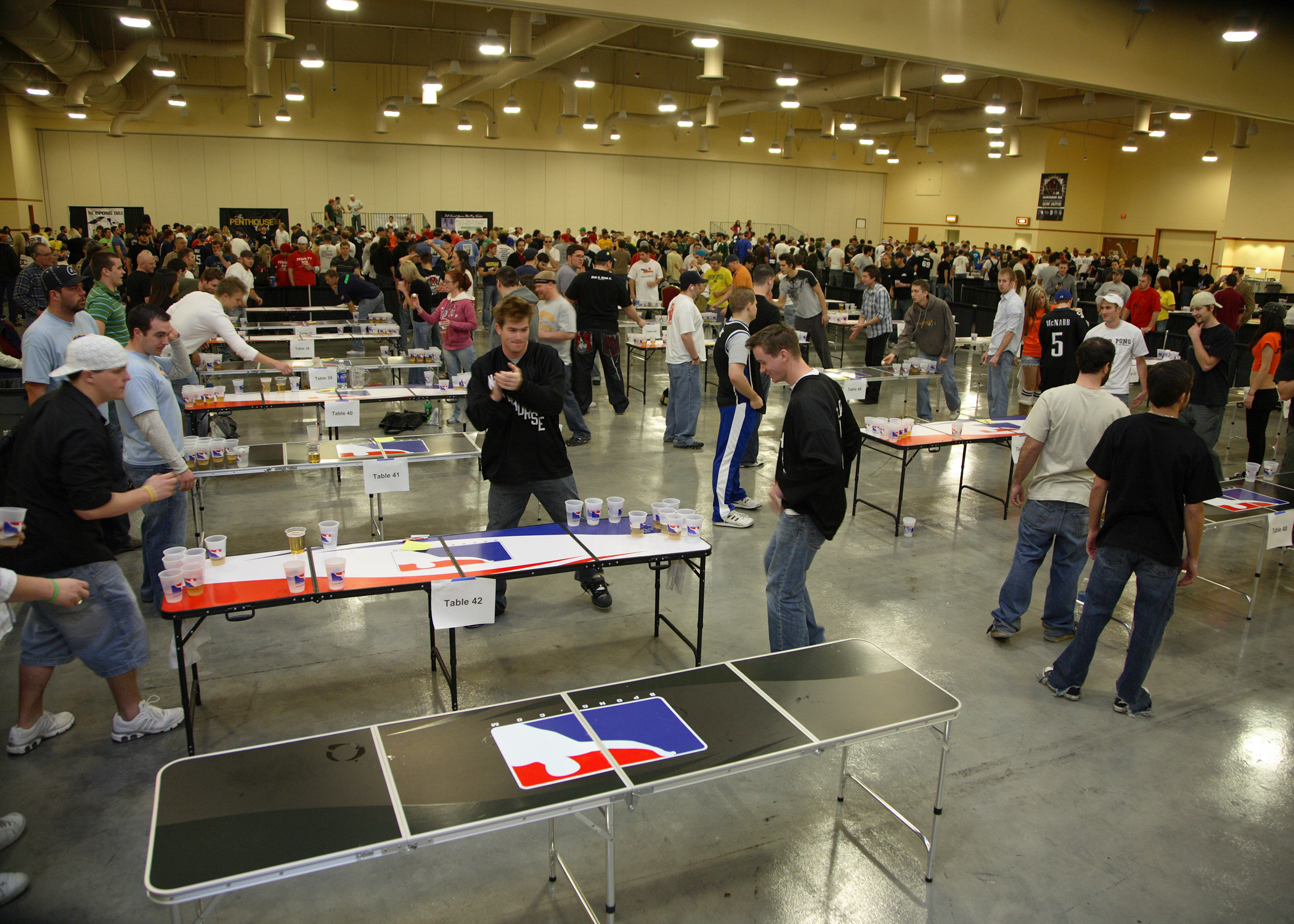
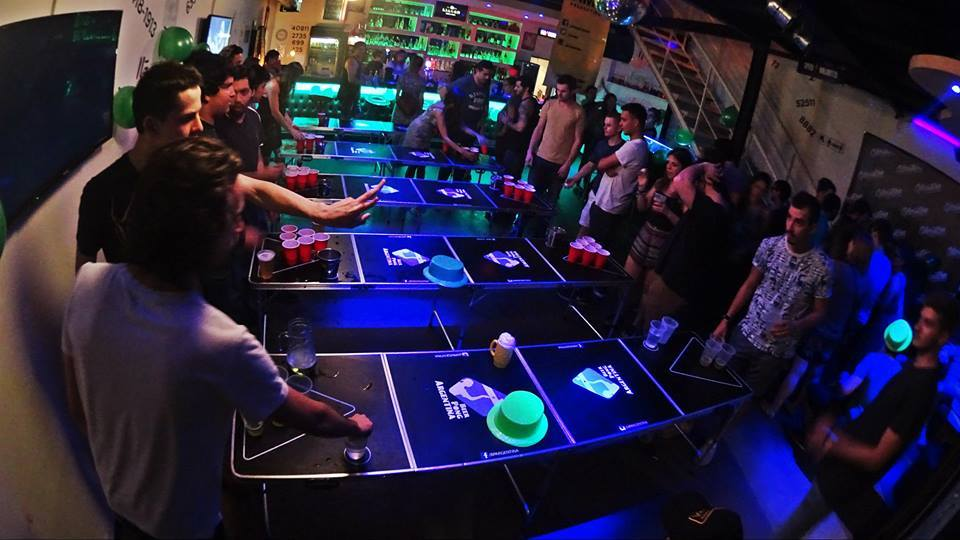
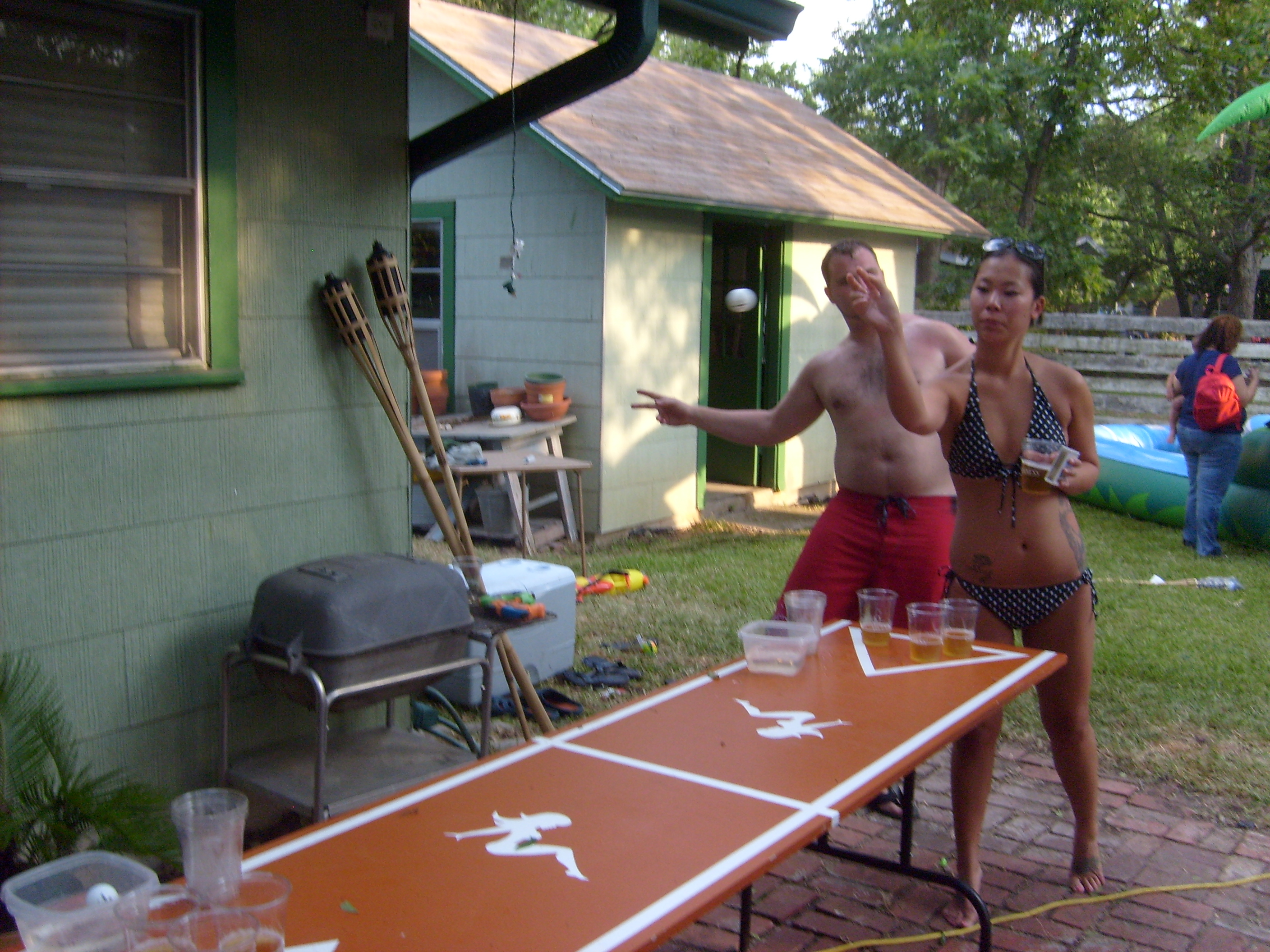